# Vereinigung westfälischer Museen
Die Vereinigung westfälischer Museen  e.V. (VWM) ist ein Verein mit Sitz in der Stadt Münster, in dem sich einige (ca. 100) westfälische Museen zusammengeschlossen haben. Er ging 2021 im Museumsverband Nordrhein-Westfalen auf.

## Geschichte
Die Vereinigung entstand, als sich am 11. Mai 1926 auf Einladung von Max Geisberg (1875–1943), des Direktors des Landesmuseums für die Provinz Westfalen, Museumsleiter aus  Westfalen in Münster trafen und eine Arbeitsgemeinschaft mit zunächst 19 Mitgliedern bildeten, die sie „Vereinigung Westfälischer Museen“ nannten.
Zielsetzung war laut Satzung Beratung in den Angelegenheiten der Heimatmuseen, Fühlungnahme ihrer Leiter, Auswertung der Bestände und Abgrenzung der Sammlungsaufgaben. Die praktische Museumsberatung erfolgte durch das Landesmuseum, anfangs insbesondere durch die Assistenten Fritz Rudolf Uebe und Robert Nissen. Wichtig für den kollegialen Kontakt und Austausch waren die seit 1926 kontinuierlich ein- bis zweimal im Jahr stattfindenden Tagungen in Münster und allen Teilen Westfalens. Seit 1928 wurden auch Wanderausstellungen zu kunst- und kulturgeschichtlichen Themen organisiert. 1935 wurde erstmals ein Westfälischer Museumsführer herausgegeben, dem 1955 und 1971 weitere folgten.
Von 1926 bis 1978, hat die Vereinigung Westfälischer Museen zuerst für den Provinzialverband Westfalen, dann für den Landschaftsverband Westfalen-Lippe Aufgaben der regionalen Museumspflege erfüllt. Sie war bei der Förderung, Neugestaltung, Gründung und Projektentwicklung von Museen ein gefragter Partner, bis für diese Aufgaben 1978 der LWL ein eigenes Museumsamt einrichtete. Seither sind auch die Direktoren des Landesmuseums nicht mehr „geborene“ Vorsitzende, sondern werden nach einer neuen Satzung gewählt.
Ende 2020 haben sich die beiden regionalen Museumsverbände in NRW zusammengeschlossen und den Museumsverband Nordrhein-Westfalen gegründet.
Vorsitzende
- Max Geisberg (bis 1934),
- Robert Nissen (bis 1945),
- Walther Greischel (1946–1954),
- Hans Eichler (1955–1972),
- Paul Pieper (1972–1977),
- Peter Berghaus (1978–1985),
- Klaus Bußmann (1985–1996),
- Hartmut Polenz (1996–2005),
- Bennie Priddy (2005–2010)
- Eckhard Trox (seit 2010)

Geschäftsführer
- 1946 bis 1972 Paul Pieper,
- Siegfried Kessemeier (bis 1984),
- Hartmut Polenz (1984–1996),
- Ellen Schwinzer (1996–2000)
- seitdem Gerd Dethlefs.

Das Archiv ist im LWL-Archivamt für Westfalen deponiert.

## Aktivitäten
Die Vereinigung widmet sich nicht nur der Kontaktpflege und stellt auf ihren Tagungen viele Mitgliedsmuseen im Kollegenkreis vor, sie veranstaltet auch Fortbildungen und bietet für aktuelle Fragen des Museumswesens ein Forum. Publikationen wie die Bibliographie Westfälischer Museen (1995) und ihre Tagungsberichte. Seit 1995 gibt es einen Arbeitskreis „Museumspädagogik“, die zusätzlich jährliche Fachtagungen durchführt, und im März 2010 wurde ein Arbeitskreis „Sammlungen und Internet“ gegründet.
Der Verein veranstaltet zweimal im Jahr eine Tagung für ihre Mitglieder, im Frühjahr verbunden mit der Mitgliederversammlung. Hinzu kommen Tagungen der Arbeitskreise „Bildung und Vermittlung“ (mindestens einmal p. a. im Dezember) und „Sammlungen und Internet“ (nach Bedarf, meist zweimal p. a.), die jeweils allen Mitgliedern kostenfrei offenstehen.

## Vorstand
- Eckhard Trox, Vorsitzender, Museen der Stadt Lüdenscheid
- Dirk Zache, Stellvertretender Vorsitzender, LWL-IndustriemuseumDortmund
- Markus Bertling, Schatzmeister, Geomuseum der WWU Münster
- Gerd Dethlefs, Geschäftsführer, LWL-Landesmuseum für Kunst und Kulturgeschichte
- Uwe Beckmann, Beisitzer, LWL-Freilichtmuseum Hagen
- Oliver Doetzer-Berweger, Emschertalmuseum, Herne
- Kirsten John-Stucke, Wewelsburg
- Elke Möllmann, Museum für Naturkunde der Stadt Dortmund
- Oliver Schmidt, Westfälische Salzwelten, Bad Sassendorf
- Jens Stöcker, Museum für Kunst und Kulturgeschichte der Stadt Dortmund
- Wilhelm Stratmann, Historisches Museum der Stadt Bielefeld
- Michael Zelle, Lippisches Landesmuseum, Detmold
- Hartmut Polenz, Ehrenvorsitzender